# Pau Capell Gil
Pau Capell i Gil (Sant Boi de Llobregat, Baix Llobregat, 10 de setembre de 1991) és esportista professional en la modalitat de corredor de muntanya. El 2018 i 2019 es va convertir en campió del món d'ultra trails.
El corredor de "The North Face", que des de l'any 2017 corre per a la secció d'atletisme del club menorquí "CCE Sant Lluís", l'any 2014 es va proclamar campió de la Copa Catalana de Curses d'Ultraresistència assolint tres victòries –a la Núria-Queralt, al Cadí i a la Comtes d'Erill- així com un tercer lloc a l'Ultra Trail Costa Daurada. El 2016 es va proclamar campió d'Espanya del circuit d'ultratrails i va anar seleccionat als mundials de Portugal de trail running amb la selecció espanyola. El 2017 es va convertir en el guanyador de la "Transgrancanaria", en la modalitat de 125 quilòmetres, rebaixant el rècord de la cursa amb un temps de 13 hores i 21 minuts, i va quedar sisè classificat en l'Ultra Trail del MontBlanc (UTMB). L'any 2018, després de completar una temporada amb triomfs a la Transgrancanaria, on va revalidar el títol de l'any anterior amb un temps sensiblement inferior de 12 hores i 42 minuts, i a la Eiger Ultra Trail, i aconseguir places de podi a l'Ultra Trail Mont Fuji, a la Lavaredo Ultra Trail i a la CCC de l'Ultra-Trail du Mont-Blanc, Capell es va proclamar campió del món d'ultra trails. El novembre d'aquest mateix any la Generalitat de Catalunya li va concedir en reconeixement un guardó que li fou entregat per Antoni Reig, director del Consell Català de l'Esport. Capell també està vinculat professionalment al món de les curses a través d'una empresa d'esdeveniments esportius que, entre d'altres, organitza ultratrails. El 23 de febrer de 2019 va aconseguir la tercera victòria consecutiva a la Transgancanària. Capell va aconseguir a més el rècord de la prova canària, a l'arribar destacat amb un temps de 12 hores, 42 minuts i 40 segons. L'agost del 2019 es va coronar guanyador a l'Ultra Trail del Montblanc, una de les curses de muntanya més prestigioses del calendari. El corredor de Sant Boi de Llobregat va invertir 20 hores, 19 minuts i 18 segons en cobrir una distància de 171 quilòmetres, amb un desnivell positiu de més de 10.000 metres. Capell es va convertir, així, en el tercer català en guanyar la Ultra Trial de Montblanc succeint en aquesta restringida llista Kilian Jornet, que la va guanyar en tres ocasions, i Núria Picas. L'any 2019 es va proclamar campió del món d'ultratrails. L'any 2020 va repetir victòria a la Transgrancanaria, aconseguint el poker de victòries consecutives.